# SpringBoard
SpringBoard is het programma dat het beginscherm van het mobiele besturingssysteem iOS regelt. SpringBoard bevat de iconen van programma's en weblinks die de gebruiker geïnstalleerd heeft. Daarnaast is het programma ook verantwoordelijk voor het opstarten van andere programma's, wanneer de gebruiker een van de iconen selecteert.

## Ontwikkelingen
Het SpringBoard is sinds de release van de eerste iPhone een essentieel onderdeel van besturingssysteem iOS, toen nog iPhone OS genoemd. Oorspronkelijk stonden de iconen die getoond werden op een vaste plaats in het beginscherm. Dit was nog geen probleem, aangezien het installeren van externe applicaties nog niet ondersteund werd. In versie 1.1.3 werd het voor het eerst mogelijk om de icoontjes te verplaatsen. Het verplaatsen van icoontjes wordt geactiveerd door een icoon een aantal seconden aan te raken. Hierop beginnen de iconen te schudden en wordt het mogelijk om de icoontjes te verplaatsen. Ook is het op dat moment mogelijk om weblinks te verwijderen. Door een icoon naar de zijkant van het scherm te slepen, is het mogelijk een nieuwe pagina te maken. Zodra de home-knop ingedrukt wordt, houden de iconen op met schudden en zijn ze op hun plaats vastgezet.
Bij de introductie van iPhone OS 2.0, werd het mogelijk om externe applicaties te installeren, door middel van de applicatiewinkel App Store. Applicaties krijgen ieder hun eigen icoontje in het beginscherm. Deze applicaties worden op dezelfde manier verplaatst en verwijderd als dat voorheen met weblinks gebeurde.
In iPhone OS 3.0 werd zoekprogramma Spotlight toegevoegd aan het besturingssysteem. Het programma is te activeren door de meeste linkse pagina naar rechts te slepen.
Sinds iOS 4.0 is het mogelijk om een achtergrondafbeelding in te stellen. Ook werd het mappen-systeem geïntroduceerd, waarmee het mogelijk wordt om applicaties samen te plaatsen in mappen, waardoor ze minder ruimte in nemen op het beginschem. Het instellen van mappen gebeurt door een applicatie over een andere heen te slepen. Een nieuwe map wordt dan automatisch gemaakt, en krijgt een naam toegewezen die afhankelijk is van het type applicaties die erin zitten. De gebruiker kan ook besluiten om de map een andere naam te geven.
Applicaties die door middel van een jailbreak geïnstalleerd zijn, bijvoorbeeld vanuit applicatiewinkel Cydia, kunnen niet op de standaardwijze verwijderd worden. Deze moeten verwijderd worden door het programma waarmee ze zijn geïnstalleerd.

## Inspiratie voor Mac OS X Lion
Bij Mac OS X Lion wordt de applicatie Launchpad geleverd, waarmee een overzicht getoond kan worden van de applicaties die op een computer geïnstalleerd zijn. Dit programma is gebaseerd op SpringBoard, net zoals Lion in het algemeen het gevolg was van de ervaringen die Apple opdeed bij het ontwikkelen van iOS.